# Ли, Рэймонд (актёр)
Рэймонд Ли (англ. Raymond Lee; род. 1987, Нью-Йорк, США) — американский актёр. Наиболее известен благодаря роли Арлена Ли в сериале Amazon Prime Video «Моцарт в джунглях», а затем как Дюка Байер-Боатрайта в сериале HBO «Здесь и сейчас». В 2021 году Ли был постоянным участником сериала AMC «Кевин может идти к черту». С 2022 по 2024 год он снимался в возрожденном научно-фантастическом сериале NBC «Квантовый скачок».

## Биография и карьера
Родился в Нью-Йорке 5 февраля 1987 года, но в раннем детстве переехал в Лос-Анджелес. Ли имеет южнокорейские корни. Несмотря на то, что первоначально он изучал кинезиологию в колледже, Ли сменил специальность на актёрское мастерство в Калифорнийском государственном университете Лонг-Бич. Он является одним из основателей актёрской труппы Four Clowns.
Первой значительной ролью Ли стала роль в веб-сериале «Ktown Cowboys», где он снялся вместе с Лэнни Джуном. Он также появлялся в небольших ролях в таких телесериалах, как «Скандал», «Современная семья» и «У нас всегда солнечно в Филадельфии».
В 2016 году он сыграл главную роль в пьесе Куи Нгуена «Vietgone» в Манхэттенском театре. За свой дебют на Бродвее в роли вьетнамского беженца Куанга Нгуена Ли получил премию «Театральный мир».
В 2022 году снялся в американском драматическом боевике «Топ Ган: Мэверик» в роли лейтенанта Логан «Йель» Ли, пилот F/A-18F.
В 2022 году он стал ведущим актёром сериала «Квантовый скачок», продолжения культового сериала 90-х годов. Ли был поклонником оригинального сериала. После того как сериал закрыли в 2024 году, он поблагодарил фанатов и назвал эту роль «ролью всей жизни».

## Личная жизнь
Ли женат на Стефани Кусумолкул Ли. У пары двое детей, сын и дочь.

## Фильмография
| Год       |   | Русское название          | Оригинальное название  | Роль               |
| --------- | - | ------------------------- | ---------------------- | ------------------ |
| 2009      | ф | Покаяние                  | Penance                |                    |
| 2011      | ф | Тайфун 360                | Typhoon 360            | Тьян               |
| 2012      | ф | Суперкапиталист           | Supercapitalist        | Бизнесмен          |
| 2012      | с | Как я встретил вашу маму  | How I Met Your Mother  | студент            |
| 2013      | ф |                           | Farah Goes Bang        | Ник                |
| 2013      | ф | Исполнитель главной роли  | A Leading Man          | Кельвин Ким        |
| 2013      | с | Зои Харт из южного штата  | Hart of Dixie          | Эндрю              |
| 2013      | с | Сэм и Кэт                 | Sam & Cat              | Фитч               |
| 2016      | с | Скандал                   | Scandal                | Нельсон Паркер     |
| 2016      | с | Моцарт в джунглиях        | Mozart in the Jungle   | Арлен Ли           |
| 2018      | с | Здесь и сейчас            | Here and Now           | Дюк Байер-Боатрайт |
| 2021—2022 | с | Кевин может пойти к чёрту | Kevin Can F**k Himself | Сэмюэл «Сэм» Парк  |
| 2022      | ф | Затерянный город          | The Lost City          | офицер Гомес       |
| 2022      | ф | Топ Ган: Мэверик          | Top Gun: Maverick      | Лейтенант Логан Ли |
| 2022—2024 | с | Квантовый скачок          | Quantum Leap           | доктор Бен Сон     |